# Martin Van Buren
Martin Van Buren, ameriški politik, * 5. december 1782, Kinderhook, New York, † 24. julij 1862, Kinderhook, New York.
Van Buren je bil senator ZDA (1821-1828), guverner New Yorka (1829), sekretar države ZDA (1829-1831), veleposlanik ZDA v Združenem kraljestvu (1831-1832), 8. podpredsednik ZDA (1833-1837 in 8. predsednik ZDA (1837-1841). 